# Svenska seglarskolan
Stiftelsen Svenska seglarskolan anordnade seglarkurser i Karlskrona under 1930-talet och i Saltsjöbaden några år efter andra världskriget. Stiftelsen verkade för ”ungdomens uppfostran och förberedande utbildning i sjömanskap”, både på långseglingar med skutor och i hemfarvatten med småbåtar. Skolans stiftare och eldsjäl Gustaf Bernhardt var kapten inom marinen och flottan lånade alltid ut officerare till tjänst ombord på fartygen. Marinen såg detta som ett tillfälle att få pojkar intresserade av en marin karriär.
Kapten Gustaf Bernhardt lyckades intressera välbärgade personer för seglarskolans sak, men trots stora gåvor hade man ofta svårigheter med att få verksamheten att gå ihop. Elevavgifterna var höga. De deltagande ungdomarna kom huvudsakligen från överklass och högre medelklass. 1933 gjordes försök med kurser för flickor vilka slog väl ut. De bör ha varit en av de allra första seglarkurserna för flickor i Skandinavien. Elevantalet ökade och höll sig runt 300 personer per år. 1936 startade de så kallade oldboys och oldgirlskurserna för vuxna.
Bland seglarskolans båtar kan nämnas de så kallade pojkbåtar som konstruerades av Tore Herlin. År 1935 byggdes ”Kaparen” för Svenska seglarskolans räkning, en långfärdsbåt konstruerad av Bertil Bothén (1892-1966) och Tore Herlin tillsammans.